# Aegomorphus auratus
Aegomorphus auratus es una especie de escarabajo longicornio del género Aegomorphus,  subfamilia Lamiinae. Fue descrita científicamente por García López, Nascimento & Martínez Hernández en 2019.
Se distribuye por América del Sur, en Colombia. Mide 7,1-11,5 milímetros de longitud.